# Bergtjärnen (Gideå socken, Ångermanland, 705085-164406)
Bergtjärnen är en sjö i Örnsköldsviks kommun i Ångermanland och ingår i Gideälvens huvudavrinningsområde.